# Feliniopsis leucostigma
Feliniopsis leucostigma là một loài bướm đêm trong họ Noctuidae.